# Масудзоэ, Ёити
Ёити Масудзоэ (яп. 舛添 要一, род. 29 ноября 1948, Китакюсю, Фукуока) — японский политический деятель, губернатор Токио с 2014 по 2016 годы.
Родился в 1948 году в префектуре Фукуока. В 1971 году окончил Токийский университет по направлению политология. Работал научным сотрудником своей альма-матер, а также в Парижском и Женевском университете. Начал политическую карьеру в 1991 году, заняв третье место на выборах губернатора Токио. В 2001 году выиграл выборы в Палату советников, верхнюю палату японского парламента. Впоследствии переизбрался и занимал эту должность до 2013 года.
В 2014 году Масудзоэ выиграл выборы губернатора Токио. Однако в июне 2016 года был вынужден подать в отставку из-за коррупционного скандала. Он обвинялся в трате бюджетных средств на семейные поездки, а также покупку произведений искусства и комиксов для своих детей.